# Ermita de San Úrbez (Fanlo)
La ermita rupestre de San Úrbez se halla en Fanlo, comarca de Sobrarbe, Aragón, España. Se encuentra en el linde del parque nacional de Ordesa y Monte Perdido a su entrada por el Cañón de Añisclo. Se sitúa en el extremo sur este del valle de Vio (o Ballibió), después de atravesar el cañón, en la oquedad conocida como Cueva de Sestral, sobre la confluencia de los ríos Bellós y Aso. Se trata de un lugar sobrecogedor, labrado por los glaciares de Monte Perdido, desde donde se observa también todo el paisaje antrópico y humanizado de bancales, sendas empedradas y edificios sobrios, divisándose la aldea de Sercué.
Se accede desde Escalona (N-138) en su desvío hacia el Cañón de Añisclo.

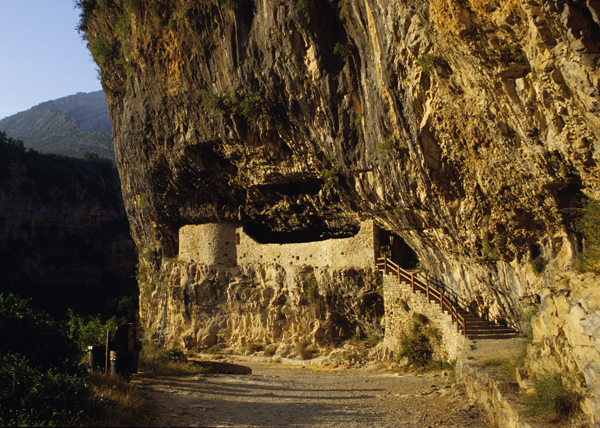
Ermita rupestre de san Urbez en Fanlo.

Está declarada Bien de Interés Cultural (BIC).

## San Úrbez y el valle de Vio

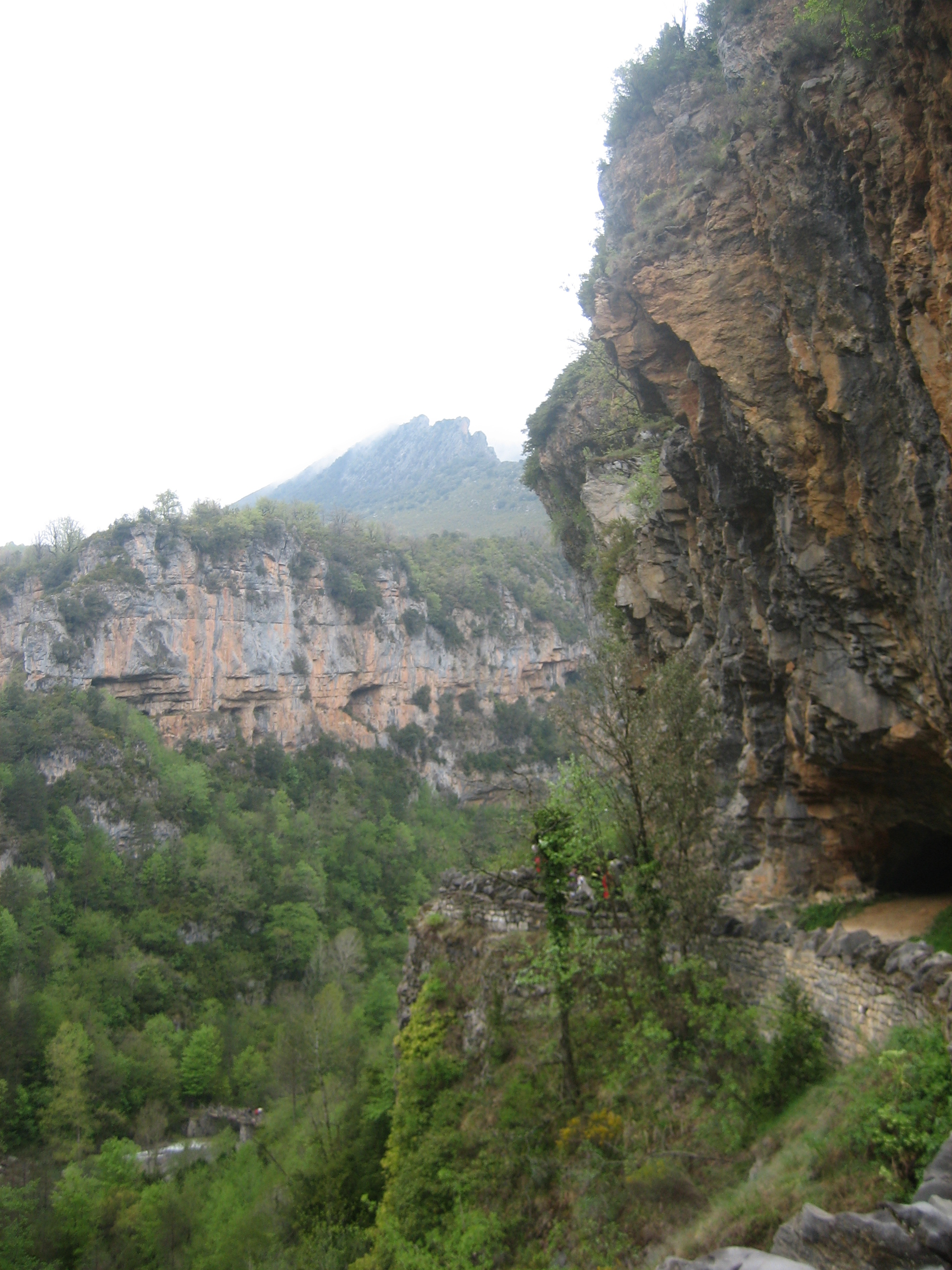
Cañón de Añisclo desde la zona de la ermita

La ermita de san Úrbez es un eremitorio rupestre donde, según la tradición, vivió el pastor san Urbez. La tradición remonta su fundación al siglo VIII. Hay elementos que la enmarcan en el románico del siglo XII. Se cuenta que en el Valle de Vio estuvo san Urbez, proveniente de Burdeos, viviendo en el pueblo de Vio en Casa Lardiés y destacando por ser una persona muy sencilla. De oficio pastor, cuando marchaba con el ganado dormía en la cueva de Sestral, lugar donde se erige hoy el templo.
En las diferentes casas donde habitó, al darse cuenta las personas con las que convivía que tenía algo sobrenatural, querían agasajarle y tratarle de forma diferente y, entonces el, cambiaba de casa, de lugar o de pueblo. Habitó así primero en Sercué y luego en Vio, antes de marchar hacia las tierras de la ribera de Fiscal y Serrablo.

## Descripción

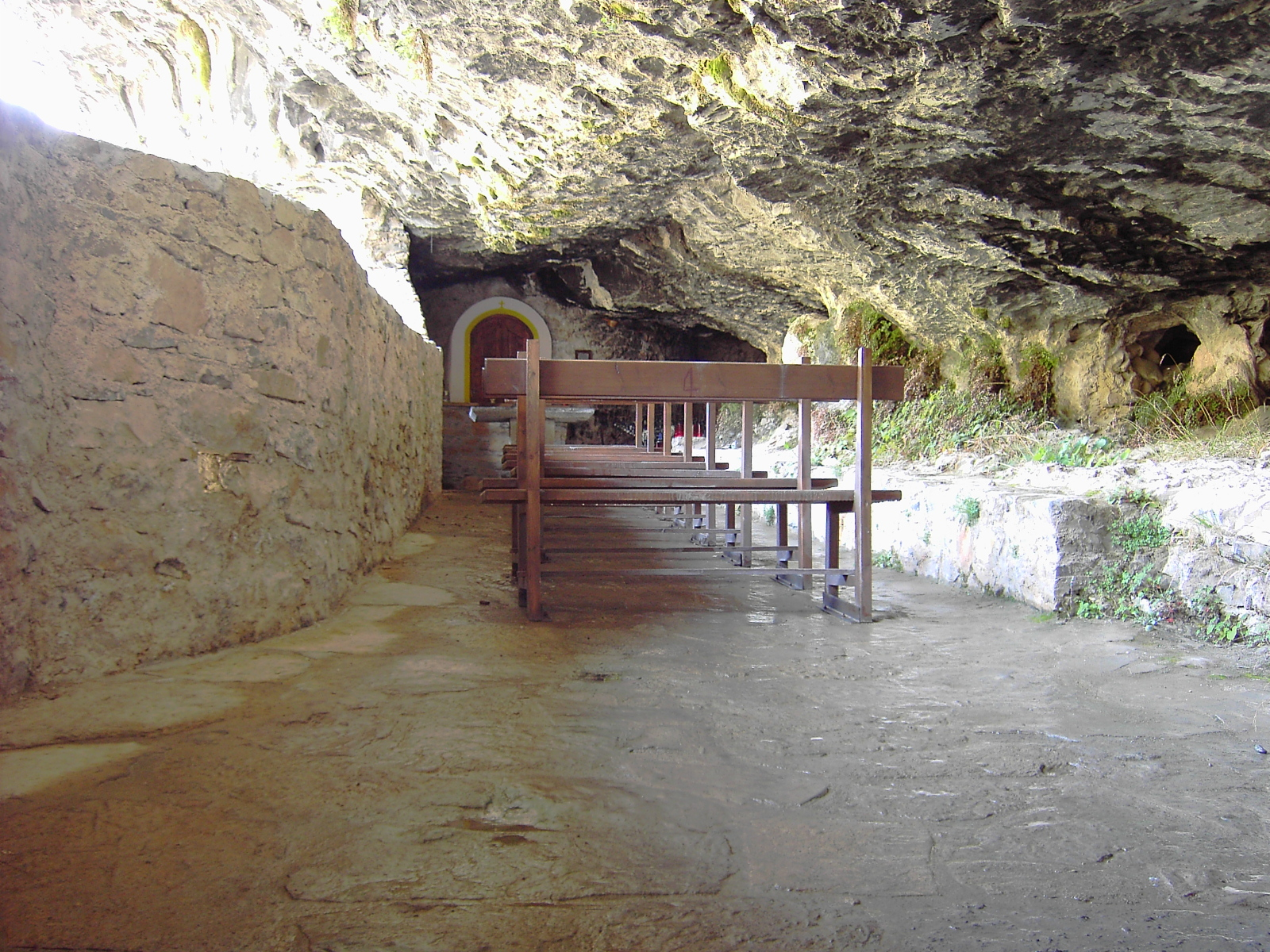
Interior de la ermita

Se trata de un templo de tipología tipo balma, cuya estructura es similar a la de otras cuevas santuarios y refugios pastoriles bajo viseras pétreas. Se trata pues de un abrigo natural en la pared de la montaña cerrado por un muro de mampostería. Posee dos cámaras unidas, la más septentrional, donde se celebra la misa el día de la romería, y la otra, en la que, según la tradición, moró el santo.
Se accede por una escalinata que sube a la cueva. Tiene una puerta abierta al sur en arco de medio punto sobre jambas de necela. Al oeste hay un vano triangular y monolítico grabado en pierda toba. En el testero hay restos de pinturas murales y de ejecución popular, a base de líneas oscuras sobre fondos blanquecinos, que representan a Adán y Eva a ambos lados del árbol del Paraíso plagado de manzanas y al que se le enrosca una serpiente con cabeza de mujer (siglo XVII). Según algunos autores, la fábrica y puerta del santuario puede considerarse, a pesar de su rudeza, como obras medievales de tradición románica tardía.

## Prácticas y creencias

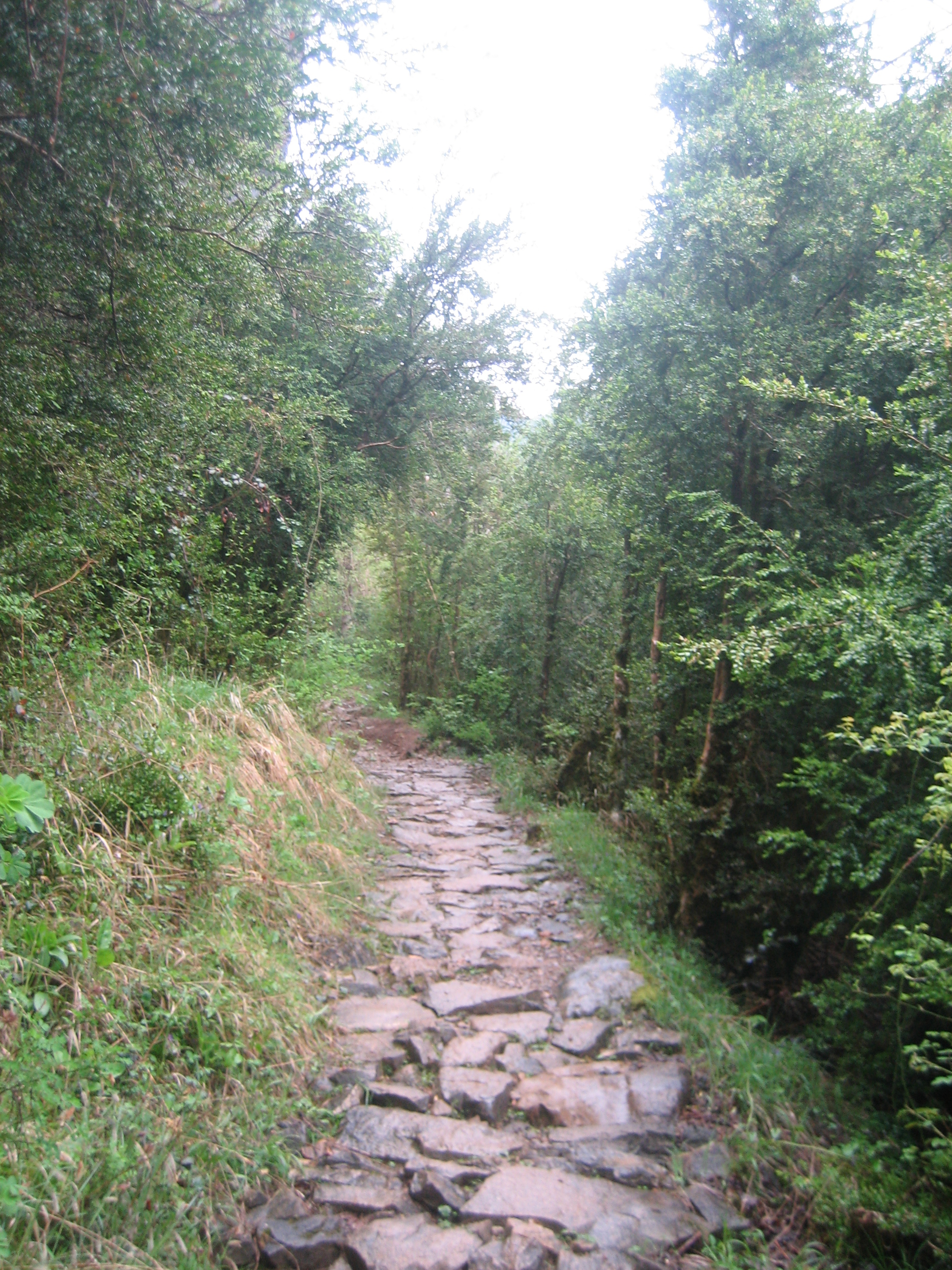
Senda para llegar a la ermita

A la ermita de san Urbez se acude cuatro veces al año: el 1 de mayo, el martes de Pascua de Pentecostés, el 14 de septiembre y el 15 de diciembre, día del santo. Acuden a la romería las gentes de los pueblos que pertenecen al denominado Quiñón, el cual lo forman los pueblos de Buerba, Vio, Sercué, Nerín y Gallisué. Se celebra la misa venerando una reliquia del santo, se cantan los gozos y, posteriormente, se reparte vino y caridad.
Recibía san Urbez también gran devoción entre los montañeses en tiempos de sequía. En caso de falta de lluvia, los pueblos del Quiñón, iban nueve días a Sestral desde la casa de Vio en que vivió san Urbez. Si seguía sin llover hacían dos novenas más. Si a pesar de esto no llegaba la ansiada lluvia, dos romeros del lugar de Albella, en la ribera de Fiscal, realizaban el trayecto hasta la ermita pasando por los pueblos de Villamana, Campol, Yeba y Vio para aguardar en oración toda la noche en el santuario.
Se cuentan leyendas del santo tales como que, a causa de su santidad, sus ovejas entraban en los campos sembrados y no comían más que las malas hierbas; o que en una ocasión se tuvo la idea de celebrar el mismo día a san Urbez y a la Virgen de Lourdes, llevando a la ermita una imagen de esta virgen. El día en cuestión llovió de tal manera que las gentes de los pueblos no pudieron siquiera salir de sus casas, luciendo al día siguiente un sol espléndido. Ocurrió lo mismo un año más, contando la tradición popular que fue san Urbez que no quiso que se venerase a nadie más que a él el día de su romería.